# Tariq Ibn Ziyad (traghetto)
Il Tariq Ibn Ziyad è un traghetto appartenente alla compagnia di navigazione Algérie Ferries.

## Servizio
Varato nel 1995 presso l'Union Naval de Levante di Valencia con il nome di Tariq Ibn Ziyad e consegnato ad Algérie Ferries nel dicembre dello stesso anno, opera nei collegamenti tra Marsiglia, Orano, Algeri ed Alicante.

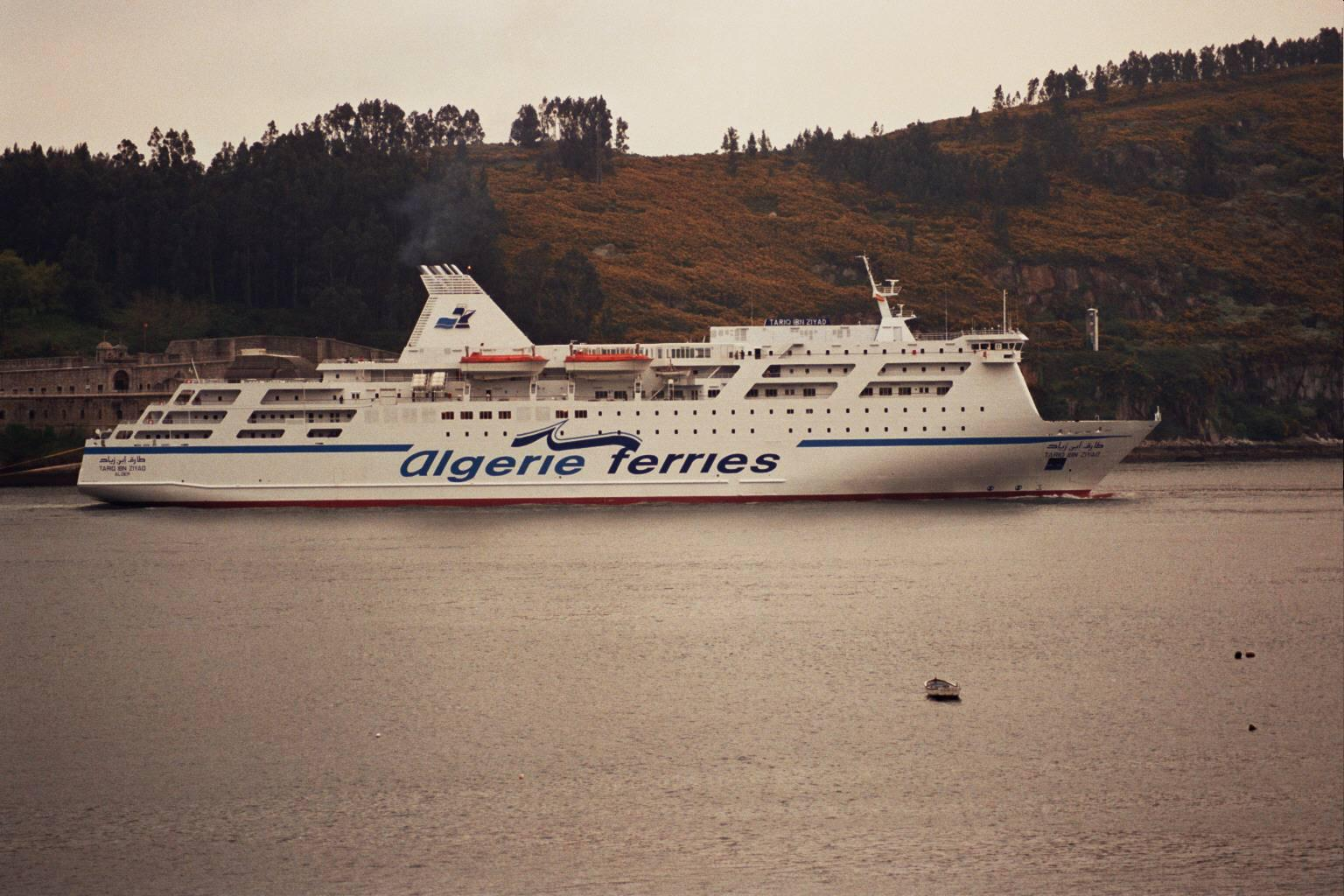
Il Tariq Ibn Ziyad in navigazione nel 2013.

Nella notte tra l'11 ed il 12 novembre 2017, durante la navigazione nei pressi delle Baleari, è scoppiato un incendio a bordo, che è stato prontamente domato, non causando danni a persone o cose. Il traghetto è stato quindi dirottato a Maiorca ed i 472 passeggeri presenti a bordo vennero trasferiti sul compagno di flotta El Djazaïr II.
Nel maggio del 2021 è stato sottoposto ad intensi lavori di manutenzione presso il cantiere navale di Béjaïa per risolvere alcuni guasti tecnici ed adeguare il traghetto alle normative internazionali in vista della scadenza delle certificazioni. Il 30 giugno 2022 riprende il servizio.

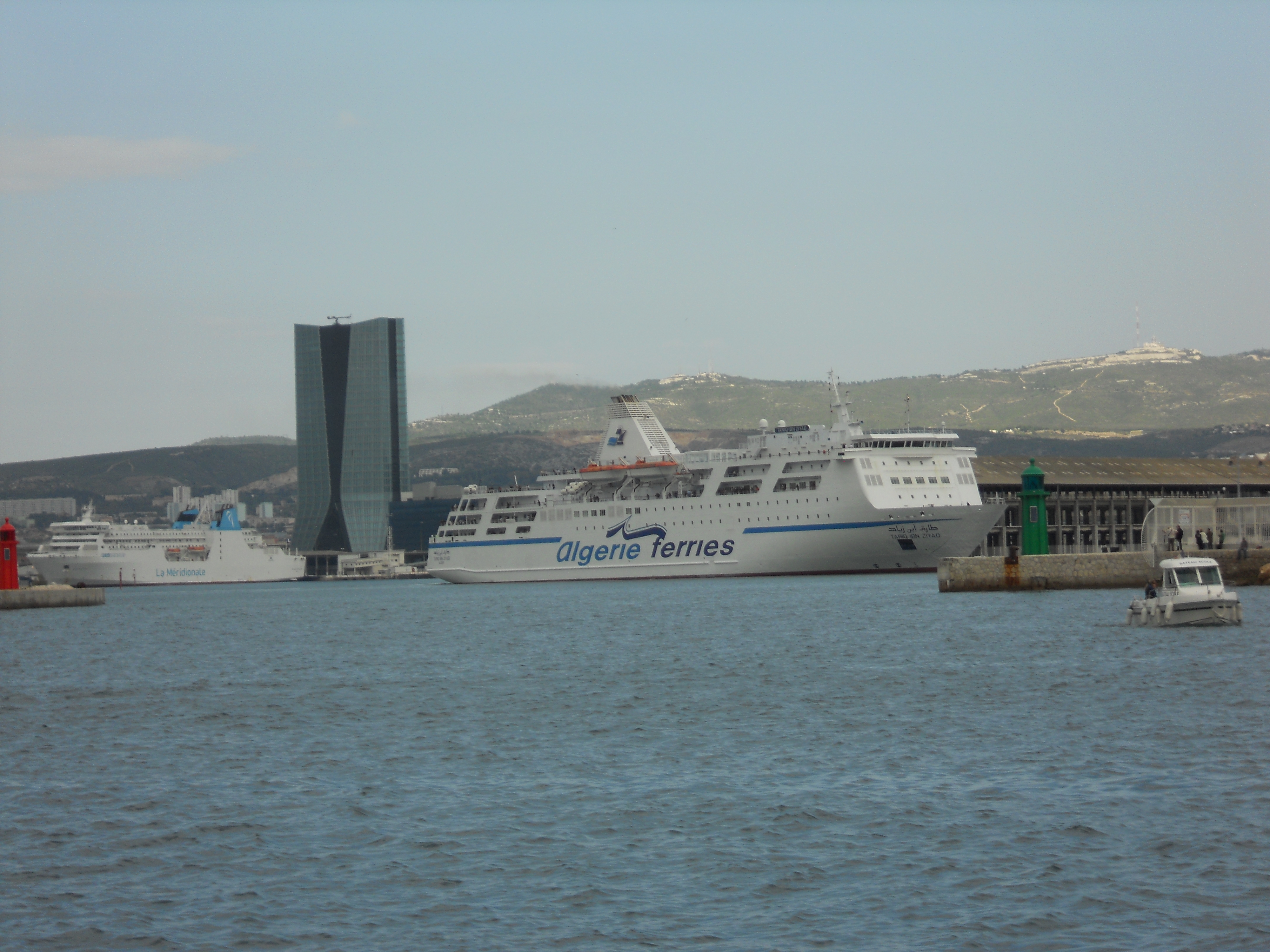
Il Tariq Ibn Ziyad ormeggiato a Marsiglia nel 2010.

Il 14 novembre 2022 viene posto sotto sequestro dalle autorità spagnole nel porto di Alicante a causa di alcune carenze sui servizi igienici e sulla sicurezza. Il 2 dicembre viene rilasciato e salpa per Orano, dove viene disarmato.
Da inizio 2024 è in disarmo nella Baia di Eleusis.